# 克利福德平行线
在椭圆几何中，如果两条线之间的垂直距离从一点到另一点是恒定的，则这两条线是克利福德平行线（英語：Clifford parallel）或并列线。该概念最早由威廉·金登·克利福德 (William Kingdon Clifford)在椭圆空间中进行研究，并且仅出现在至少三维的空间中。由于平行线具有等距的性质，“平行”一词是从欧几里得几何中借用的，尽管椭圆几何的“线”是测地曲线，并且与欧几里得几何的线不同，它们的长度是有限的。
四元数代数提供了椭圆空间的描述几何，其中克利福德平行性得到明确。
克利福德丛是一种基于克利福德平行线的拓扑构造，海因茨·霍普夫 (1931) 指出。

## 介绍

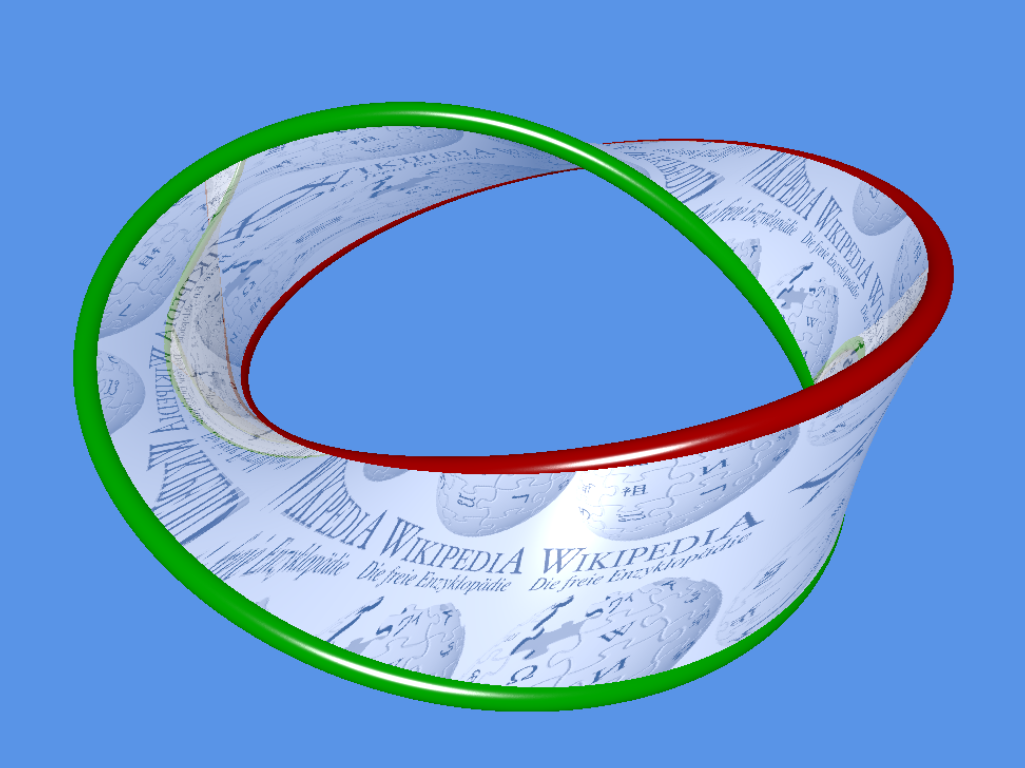
扭曲环跨越的三维球面上有两个 克利福德 平行大圆。它们在四维欧氏空间中有一个共同的中心点，并且可以位于完全正交的旋转平面上。

椭圆空间中 1 上的线由具有固定轴r的向量描述： 
{\displaystyle \lbrace e^{ar}:\ 0\leq a<\pi \rbrace }
对于椭圆空间中的任意一点u ，有两条 Clifford 平行线经过u 。右 Clifford 平行线为
{\displaystyle \lbrace ue^{ar}:\ 0\leq a<\pi \rbrace ,}
左克利福德平行线是
{\displaystyle \lbrace e^{ar}u:\ 0\leq a<\pi \rbrace .}

## 广义克利福德平行
克利福德最初的定义是弯曲的平行线，但这个概念可以推广到克利福德定义的多维平行物体。 在 4 维欧氏空间中，Clifford 1、2、3 或 4 维平行物体通过等倾旋转相互关联。克利福德平行性和等斜旋转是与SO(4)对称性密切相关的方面，是正四多胞形的特征。

## 克利福德面
将一条线绕另一条线旋转，使其与克利福德线平行，从而创建克利福德面。
经过克利福德面上各点的克利福德平行线均位于该面上。因此，克利福德面是一个直纹曲面，因为每个点都在两条线上，每条线都包含在曲面内。
给定四元数中两个负一的平方根，记为r和s ，过它们的 Clifford 曲面由 给出
{\displaystyle \lbrace e^{ar}e^{bs}:\ 0\leq a,b<\pi \rbrace .}

## 历史
克利福德平行线最早由英国数学家威廉·金登·克利福德于 1873 年描述。 
1900 年，吉多·富比尼 (Guido Fubini)撰写了他的博士论文，主题是椭圆空间中的克利福德平行。 
1931年，海因茨·霍普夫（Heinz Hopf）利用克利福德平行线构造了霍普夫映射。 
2016 年，汉斯·哈夫利切克（Hans Havlicek）证明，克利福德平行面与克莱因二次曲面外部的平面之间存在一一对应关系。 

## 引用
1. ↑  Georges Lemaître (1948) "Quaternions et espace elliptique", Acta Pontifical Academy of Sciences 12:57–78
2. ↑  Tyrrell & Semple 1971，第5-6頁，§3. Clifford's original definition of parallelism.
3. ↑  Hans Havlicek (2016) "Clifford parallelisms and planes external to the Klein quadric", Journal of Geometry 107(2): 287 to 303 MR3519950